# Faröbroarna
Faröbroarna (danska: Farøbroerne), är två motorvägsbroar, som går över Storstrømmen i Danmark, och som förbinder Själland och Falster. Broarna byggdes åren 1980–1984 och invigdes den 4 juni 1985. Vägens nummer är E47 och E55.

## Lågbron
Lågbron är 1 526 meter lång balkbro och går från Själland till Farø, varifrån man kan fortsätta till Bogø och Møn via fördämningar.

## Högbron
Den höga södra bron korsar Storstrømmen mellan Farø och Falster och är en 1 726 meter lång snedkabelbro, längsta spannet är 290 meter och maximal segelfri höjd 26 meter. Den är upphängd i två 95,14 meter höga torn, som färdigställdes 1984. Det är en av de första snedkabelbroarna i Skandinavien (Strömsundsbron var först).

## Historik
Broarna byggdes för av avlasta Storstrømsbroen från 1937, som länge hade haft det svårt att klara den ökande trafiken. Faröbroarna var om man räknar ihop de två broarna Danmarks längsta broförbindelse fram tills Stora Bältbron invigdes 1998 (Storstrømsbroen var längsta bron till dess).